# Флаг Оренбурга
Флаг муниципального образования «город Оренбу́рг» Оренбургской области Российской Федерации — опознавательно-правовой знак, служащий официальным символом муниципального образования.
Ныне действующий флаг утверждён 10 мая 2012 года и 2 июля 2012 года внесён в Государственный геральдический регистр Российской Федерации с присвоением регистрационного номера 7725.
Первое поднятие нового флага планируется на 22 августа 2012 года — День Государственного флага Российской Федерации.

## Описание
«Прямоугольное двухстороннее жёлтое полотнище с отношением ширины к длине 2:3, в середине которого горизонтальная голубая волнистая полоса в 1/6 ширины полотнища, из которой выходит чёрный двуглавый орёл с жёлтыми клювами и красными языками, коронованный императорскими коронами и сопровождаемый вверху такой же короной большего размера (без лент); внизу под волнистой полосой изображён голубой андреевский крест».

## Обоснование символики
Флаг разработан с учётом герба города Оренбурга, в основе которого лежит исторический герб города, Высочайше утверждённый 8 (19) июня 1782 года, описание которого гласит: «Золотое поле, разрезанное на полы голубою извитою полосою показующею протекающую тут реку Урал; в верхней части щита выходит до половины двоеглавый Императорский орел увенчанный тремя обыкновенными златыми коронами; в нижней части голубой Андреевский крест.».
С октября 1773 года по март 1774 года Оренбург был осажден армией Емельяна Пугачёва. За то, что горожане удержали город и не сдали его восставшим, императрица Екатерина II пожаловала городу крест Андрея Первозванного — высшего ордена Российской империи, который был изображён на гербе города. Также в знак особых заслуг горожан в гербе был помещён двуглавый императорский орёл.
В настоящее время флаг, повторяющий композицию герба, стал не только памятником истории и культуры города Оренбурга, но и подтверждением вклада оренбуржцев в развитие страны и в годы войны, и в мирное время. На протяжении всего времени жители города показывали свои лучшие качества как тружеников и защитников страны.
Жёлтый цвет (золото) — символ богатства, стабильности, уважения, интеллекта.
Голубой цвет (лазурь) — символ чести, благородства, духовности, возвышенных устремлений; цвет бескрайнего неба и водных просторов.
Красный цвет — символ мужества, силы, труда, красоты.
Чёрный цвет — символ скромности, мудрости, вечности бытия.

## История

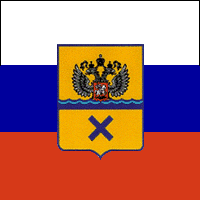
—

Первый флаг города Оренбурга был утверждён 6 февраля 1996 года решением Оренбургской городской думы № 7. Флаг города представлял собой квадратное полотнище из трёх горизонтальных полос цветов российского флага с изображением в его центре герба Оренбурга.

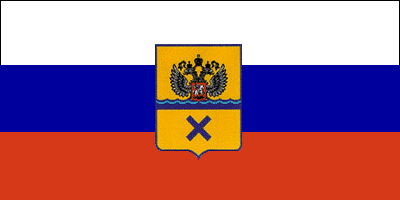
—

12 ноября 1996 года, постановлением Оренбургского городского Совета № 53, была изменена пропорция флага с 1:1 на 1:2:

Флаг города Оренбурга представляет собой двустороннее прямоугольное полотнище, поделённое на три равные горизонтальные полосы цветов Российского Государственного флага: верхняя полоса белого цвета, средняя — лазоревого цвета, нижняя — красного цвета. Отношение ширины флага к его длине — 1:2. В композиционном центре полотнища расположен герб города Оренбурга.

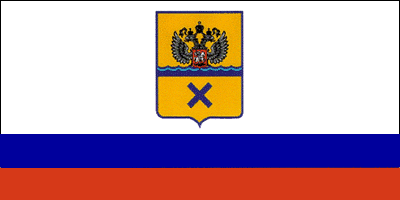
—

26 марта 1998 года, Постановление Оренбургского городского Совета № 50, был утверждён новый флаг города, разработанный И. К. Кузнецовым. На флаге была изменена пропорция полос и расположение герба города:

Флаг города Оренбурга представляет собой двухстороннее прямоугольное полотнище, поделённое на три горизонтальные полосы: верхняя полоса белого цвета (2/3 ширины флага), средняя — лазоревого цвета (1/6 ширины флага), нижняя — красного цвета (1/6 ширины флага). Отношение ширины флага к его длине — 1:2.
В центре полотнища расположен герб города Оренбурга.

29 апреля 2005 года, постановлением Оренбургского городского № 95, в описании флага было уточнено расположение герба (как он и был изображён в предыдущем постановлении):

Флаг города Оренбурга представляет собой двухстороннее прямоугольное полотнище, поделённое на три горизонтальные полосы: верхняя полоса белого цвета (2/3 ширины флага), средняя — лазоревого цвета (1/6 ширины флага), нижняя — красного цвета (1/6 ширины флага). Отношение ширины флага к его длине — 1:2.
В центре верхней горизонтальной полосы белого цвета расположен герб города Оренбурга.

Анализ, проведённый Союзом Геральдистов России, показал, что флаг не в полной мере соответствует действующему законодательству, геральдическим требованиям и историческим данным, что препятствует их государственной регистрации и внесению в Государственный геральдический регистр Российской Федерации. Специалисты считают, что замена изображения двуглавого орла, пожалованного императрицей Екатериной Великой в 1782 году, на фигуру из герба Российской Федерации неправомерна геральдически и некорректна с точки зрения восстановления исторического герба города. Кроме того, использование композиции Российского флага при создании флага города и идентичность герба города Государственному гербу Российской Федерации, не в полной мере отвечает требованиям Федеральных конституционных законов «О государственном флаге Российской Федерации» и «О гербе Российской Федерации».
Исходя из этого, 10 мая 2012 года, были утверждены новые флаг и герб города, разработанные при участии Союза геральдистов России.
Флаг, утверждённый Постановлением Оренбургского городского Совета от 26 марта 1998 года № 50, считается памятником истории и культуры муниципального образования «город Оренбург». Переходный период, в течение которого допускается использование данного флага, установлен до 1 января 2015 года.

### Обоснование символики
Полосы белого, синего и красного цветов взяты с флага России.
Герб города Оренбурга, изображённый на первых трёх флагах, состоял из двух полей золотого цвета, разделённых сине-голубой волнистой полосой, символизирующей реку Урал как границу между Европой и Азией. На верхнем большом поле находилось изображение двуглавого орла, выходящего из вод реки Урал. Над орлом — три исторические короны Петра Великого (над головами орлов две малые и в центре вверху — одна большая). На груди орла красный щит с изображением Георгия Победоносца на коне, поражающего копьём дракона. На нижнем поле герба города в центре расположен диагональный синий крест Андрея Первозванного, пожалованный городу Оренбургу за верность государству. За основу герба города Оренбурга был принят старый герб города.